# Hotel Cornavin
El hôtel Cornavin es un hotel de Suiza, situado junto a la estación de Ginebra-Cornavin en Ginebra. El edificio fue inaugurado el 16 de febrero de 1932 y es un hotel de cuatro estrellas.

## Historia
Este hotel se hizo famoso gracias a Las aventuras de Tintin, en el álbum El asunto Tornasol, creado y diseñado por Hergé y publicado en 1956. El hotel también alberga el reloj mecánico más grande del mundo que, con una longitud total de 30 metros, está suspendido entre el piso 9 y la planta baja del edificio.